# Soriano nel Cimino
Soriano nel Cimino je město s 8722 obyvateli (k 31. prosinci 2010) v provincii Viterbo v Itálii. Nachází se 74 km severozápadně od Říma a 18 km východně od města Viterbo. Město leží na svazích vyhaslé sopky Monti Cimini.

## Historie
Na místě dnešního města bylo kdysi sídlo Etrusků, které zničili Římané. Asi od roku 1000 n. l. pozemek patřil benediktinům. Ve středověku byl na tomto území větší počet malých obcí. V polovině 13. století získala značný význam vesnice Soriano.
Roku 1278 Giovanni Gaetano Orsini (papež Mikuláš III.) nechal na vrcholu kopce postavil místo původního benediktinského opatství hrad.
Dne 5. června 1944 byl na město proveden nálet dvou formací létajících pevností, který si vyžádal 188 mrtvých. Celkem 250 domů bylo zcela zničeno a 300 domů vážně poškozeno.

## Památky
- Castello Orsini – hrad, vybudovaný ve 13. století papežem Mikulášem III.
- Palazzo Chigi-Albani – renesanční palác, který postavil roku 1561 Ottaviano Schiratti, majitelem byl kardinál Cristoforo Madruzzo.
- Fontana Papacqua – fontána, kterou navrhl roku 1562 Giacoma da Vignola Barozzi, se nachází na terase Palazzo Chigi-Albani. Fontána se skládá z alegorie čtyř ročních období. Zvláště zajímavé jsou postavy s erotickou symbolikou.
- Románský kostel San Giorgio z 11. století.
- Katedrála San Nicola di Bari, kterou postavil v roce 1794 Giulio Camporese.

V blízkosti města je v kaštanovém lese bludný balvan. Zmínil se o něm i Plinius, protože balvan se pohybuje i přes jeho obrovskou hmotnost.